# Mydlářka
Mydlářka (Šárkovský dvůr, Turkova) je zaniklá usedlost v Praze 6-Dejvicích v ulici Na Vlčovce, která stála mezi usedlostmi Hadovka a Vlčovka. V letech 1958-1987 byla chráněna jako nemovitá kulturní památka České republiky. Zanikla při výstavbě Hotelu Praha.

## Historie
V místech Mydlářky stály dva dvorce, které do roku 1320 patřily nejvyššímu purkrabství. Od purkrabství je získalo proboštství kostela pražského, které o ně přišlo v období husitských válek. Dvory se dostaly opět do rukou nejvyššího purkrabství a to je pronajímalo do dědičného nájmu s právem prodeje (emfyteuticky). Menší z dvorů vlastnil koncem 15. století měšťan Starého Města zámečník Jakub Dousek. Dousek rozprodal pozemky za účelem zakládání vinic, kterých bylo vysazeno 81 strychů a purkrabství z nich dostávalo roční nájem.
Větší z dvorů patřil Janu Šárkovi, od kterého jej roku 1512 koupil Viktorin Votík. Votík přikoupil zbytek menšího dvora, 3 strychy vinice zvané Havlova a v místech Mydlářky založil lis. Dvory jako svobodné chtěl roku 1536 prodat, protože však zatajil, že jsou manské, došlo k soudu a z prodeje sešlo.
Koncem 16. století dvory držel rod Hasištejnů z Lobkovic. Roku 1594 byl Jiří Hasištejnský z Lobkovic odsouzen k vězení a ztrátě majetku. Dvory propadly císaři a ten je daroval úřadu nejvyššího komořího. Později dvory s vinicí a lisem vlastnil primátor Starého Města Mikuláš František Turek z Roznthálu (1643–1672). Přikoupil vinici Sušickou o rozloze 4 strychy a postavil hospodářský dvůr jako základ budoucí usedlosti.
V zápisu o prodeji usedlosti a pozemků z roku 1740 hradčanskému mydláři Janu Pompejovi je uváděno obytné stavení, chlévy, stodoly a vinný lis. Po roce 1742 však budovy vyhořely a po jejich opravě již vinice obnovena nebyla. Od roku 1818 vlastnila usedlost rodina Pechiů, která obytnou budovu kolem poloviny 19. století klasicistně přestavěla. Pechiovi drželi dvůr do začátku 20. století.

### Po roce 1945
Po skončení války byly v budovách umístěny sklady a různé provozovny a v hlavní budově sídlilo podnikové ředitelství Výzkumného ústavu pro farmacii a biochemii. Vše zaniklo po roce 1970 při výstavbě Hotelu Praha.

### Popis
Obdélný dvůr uzavíralo přízemní podélné hospodářské stavení, jehož průjezdem se procházelo do druhého dvora. Ve druhém dvoře stála obytná jednopatrová budova s vysokou střechou s řadou vikýřů.

### Dochovalo se
Z usedlosti se zachovaly pouze sklepní prostory a část původní zahrady - parcela č. 3161/7 (park) a 3161/27 (sklepy a část parku). Park je hodnotný z hlediska dendrologické skladby.